# Шапошник В'ячеслав Іванович
В'ячесла́в Іва́нович Ша́пошник (* 1 березня 1965, м. Лубни Полтавської області, Українська РСР, СРСР) — голова Сумської обласної ради (2006—2009 рр.)

## Навчання
В 1983 році закінчив індустріальний технікум в м. Ромни Сумської області за спеціальністю «Технологія кераміки»;
1983—85 рр. — служба в Збройних силах;
В 1989 р. успішно закінчив чотирирічне навчання в Московській вищій комсомольській школі при ЦК ВЛКСМ за спеціальністю «Історія». Одночасно пройшов курс навчання у Школі менеджерів.

## Робота
1989—90 рр. — секретар комітету комсомолу Роменського індустріального технікуму;
1990—99 рр. — засновник та керівник виробничо-комерційного підприємства в м. Ромни;
1999 р. — директор приватного підприємства «Альфа» в м. Суми;
1999—2000 рр. — голова Сумської обласної організації політичної партії «Яблуко», член Політради партії;
2000—2001 рр. — голова спостережної ради ВАТ «Роменський пивоварний завод»;
З 2004 р. — навчання на заочному факультеті Української академії банківської справи за спеціальністю «Фінанси і кредит»;
2005 р. — голова громадської ради при Сумській обласній державній адміністрації, член президії Політради партії «Яблуко»;

## Керівництво областю
З березня 2006 по червень 2009 року — голова Сумської обласної ради, член партії «Батьківщина».

## Нагороди та визнання
- 2001 р. — лауреат Сумської Громадської регіональної номінації «Найкращий молодий політик року»

## Родина
Одружений, виховує двох дітей.